# Cotanes del Monte
Cotanes del Monte település Spanyolországban,  Zamora tartományban. Cotanes del Monte Villalpando, Quintanilla del Monte, Cabreros del Monte, Pozuelo de la Orden és Villanueva de los Caballeros községekkel határos. Lakosainak száma 82 fő (2024).

## Népesség
A település népessége az utóbbi években az alábbiak szerint változott:
| Lakosok száma | 162  | 152  | 133  | 129  | 124  | 118  | 107  | 103  | 97   | 82   |
|               | 2001 | 2004 | 2007 | 2009 | 2012 | 2014 | 2017 | 2019 | 2022 | 2024 |